# Inodrillia acova
Inodrillia acova är en snäckart som beskrevs av Bartsch 1943. Inodrillia acova ingår i släktet Inodrillia och familjen Turridae. Inga underarter finns listade i Catalogue of Life.